# Gaczkowice
Gaczkowice – wieś w Polsce położona w województwie mazowieckim, w powiecie radomskim, w gminie Przytyk.
Wieś wchodzi w skład sołectwa Krzyszkowice
Prywatna wieś szlachecka, położona była w drugiej połowie XVI wieku w powiecie radomskim województwa sandomierskiego. W latach 1975–1998 miejscowość administracyjnie należała do województwa radomskiego.
Pierwsze wzmianki pisane o wsi Gaczkowice pochodzą od Jana Długosza.

Joannis Długosz Liber beneficiorum Dioecesis Cracoviensis Tomus 1
(Autor napisał to dzieło w latach 1470-1480)

```
GACZKOWYCZE,    villa sub  parochia ecclesiae de  Jaroslawicze  sita,
cuius haeres Stanislaus Socha,  nobilis de armis Buncza,  in qua sunt
lanei cmethonales, de quibus omnibus solvitur decima manipularis decanatui
Kelcziensi et ducitur per cmethones propriis curribus in horreum a decano
locandum, et decima canapi solvitur per quatuor ierugas. Item taberna una,
sed non habet agros, item hortulani, item praedium est ibi militare unicum,
ex cuius agris, quia quondam fuerunt cmethonum, solvitur decima manipu-
laris etiam decanatui Kelcziensi in gonithwam.

```

Wierni Kościoła rzymskokatolickiego należą do parafii Wniebowzięcia Najświętszej Maryi Panny w Jarosławicach.